# Angel Parker
Angel Parker (Los Angeles, 17 ottobre 1980) è un'attrice e doppiatrice statunitense.

## Biografia

### Carriera
Dopo essersi iscritta all'accademia americana di arti drammatiche ha esordito come attrice nel 2000 in un episodio della serie TV Angel.
Si è distinta per avere interpretato Tasha Davenport in Lab Rats e Catherine Wilder nella serie TV Runaways dal 2017 al 2019.
Dal 2022 al 2025 ha recitato nel ruolo di Dawn Gilbane in The Recruit; dopo essere stato un personaggio ricorrente nella prima stagione, nel secondo è diventato un principale.
Al contempo è attiva pure in ambito videoludico e pubblicitario.

### Vita privata
Nata a Los Angeles il 17 ottobre 1980, nel 2002 si è sposata con il collega Eric Nenninger, da cui ha avuto un figlio (James, nato nel 2004) e una figlia (Naomi, nata nel 2012).

## Filmografia parziale

### Attrice

#### Cinema
- Free Samples, regia di Jay Gammill (2012)
- Relish, regia di Justin Isaac Ward (2019)
- You Are My Home, regia di Amanda Raymond (2020)
- La figlia del prigioniero (Prisoner's Daughter), regia di Catherine Hardwicke (2022)
- Road to Dreamland, regia di Justin Isaac Ward (2024)

#### Televisione
- Angel – serie TV, episodio 2x03 (2000)
- Criminal Minds – serie TV, episodio 3x18 (2008)
- E.R. - Medici in prima linea (ER) – serie TV, 2 episodi (2008-2009)
- Eli Stone – serie TV, episodio 2x12 (2009)
- The Closer – serie TV, episodio 5x05 (2009)
- Brainstorm – serie TV, episodio 1x03 (2009)
- Castle – serie TV, episodio 2x16 (2010)
- Il tempo della nostra vita (Days of Our Lives) – soap opera, 1 episodio (2012)
- Lab Rats – serie TV, 38 episodi (2012-2016)
- The Soul Man – serie TV, 3 episodi (2012)
- Sean Saves the World – serie TV, episodio 1x10 (2014)
- Gang Related – serie TV, episodio 1x02 (2014)
- One & Done – serie TV, episodio 1x05 (2015)
- American Crime Story – serie TV, 8 episodi (2016)
- Lab Rats: Elite Force – serie TV, episodio 1x15 (2016)
- Rebel – serie TV, episodio 1x01 (2017)
- No, That's Okay. I'm Good. – serie TV, episodio 1x03 (2017)
- The Strain – serie TV, 6 episodi (2017)
- Casting Call, regia di Patrick Cavanaugh (2017) – film TV
- Runaways – serie TV, 33 episodi (2017-2019)
- Teachers – serie TV, episodio 3x04 (2018)
- Rel – serie TV, episodio 1x01 (2018)
- The Rookie – serie TV, 12 episodi (2019-2025)
- Detox, regia di Roberta Marie Munroe (2019) – film TV
- 9-1-1: Lone Star – serie TV, episodio 1x05 (2020)
- Heart Baby Eggplant – serie TV, episodio 1x03 (2020)
- NCIS: Los Angeles – serie TV, episodio 12x05 (2020)
- The Good Doctor – serie TV, episodio 5x01 (2021)
- The Dropout – miniserie TV, episodio 8 (2022)
- Animal Kingdom – serie TV, episodio 6x09 (2022)
- The Recruit – serie TV, 12 episodi (2022-2025)
- Dolly Parton's Mountain Magic Christmas, regia di Joe Lazarov (2022) – film TV
- Superman & Lois – serie TV, 3 episodi (2023)

### Doppiatrice

#### Televisione
- Baymax! – serie animata, 4 episodi (2022)
- Zootropolis+ – serie animata, 4 episodi (2022)

#### Videogiochi
- Shellshock: Nam '67 (2004)
- EverQuest II (2005)
- Condemned 2: Bloodshot (2008)
- Shirokishi monogatari: Inishie no kodô (2008) - versione inglese
- Where the Wild Things Are (2009)
- Saints Row: The Third (2011)
- Star Wars: The Old Republic (2011)
- Saints Row IV (2013)
- Grand Theft Auto V (2013)
- Saints Row (2022)

## Doppiatrici italiane
Nelle versioni in italiano delle opere in cui ha recitato, Angel Parker è stata doppiata da:
- Maddalena Vadacca in Lab Rats, Lab Rats: Elite Force
- Michela Alborghetti in Criminal Minds
- Monica Bertolotti in American Crime Story
- Roberta De Roberto in Runaways
- Laura Lenghi in The Strain
- Angela Brusa in Trial & Error
- Lucia Valenti in The Rookie
- Eleonora Reti in The Good Doctor
- Gianna Gesualdo ne La figlia del prigioniero
- Chiara Gioncardi in The Recruit